# Carl Magnell
Carl Christian Magnell, född 28 juli 1832 i Högen, Långserud, Värmland, död 6 september 1917 i Stockholm, var en svensk militär och konstnär.
Han var son till jägmästaren Knut Magnell och Kajsa Persson. Magnell gifte sig 1866 med Louise Antoinette Ingelotz och 1877 med Agnes Ernberg och var far till Agnes Emma Caroline Smith och Karin (Kaju) Maria von Koch samt bror till konstnären Emilie Kjerner.
Magnell studerade först juridik i Lund men avbröt studierna och övergick till den militära banan. Han blev underlöjtnant vid Bohusläns regemente 1855, löjtnant 1860 och kapten 1872. Då han drabbades av en ögonsjukdom lämnade han officersyrket och drev egendomen Timmergata i Östra Stenby socken i Östergötland. Han flyttade till Stockholm 1897 och bodde kvar där till sin död.
Konstutövandet var en hobby och förutom det tecknande som förekom i den militära utbildningen var han autodidakt. Ett flertal teckningar och akvareller finns bevarade och de tidiga teckningarna är utförda med en humoristisk schwung i blyerts eller akvarell. De senare är teckningar med platser och herrgårdar som Magnell haft beröring med. 
Magnell är begravd på Norra begravningsplatsen utanför Stockholm.